# 明日のために 〜Forever More〜
『明日のために 〜Forever More〜』（あしたのために フォーエバー・モア）は、上木彩矢の2枚目のアルバム。

## 概要
- 前作より約1年3か月ぶりとなるアルバム。オリコンで初登場7位にランクインし、アルバムチャートにおいて2作連続でTOP10入りとなった。
- 収録曲のうち多くの楽曲を大野愛果が作曲、葉山たけしが編曲している。バラードなどミディアムテンポの楽曲が多く、上木本人は今作を「サウンドも歌詞も、秋と冬にピッタリ。」とインタビューで表現している[1]。
- 初回盤のみDVD付き。

## 収録曲
1. 世界中の誰もが
  - 作詞：上木彩矢 / 作曲：大野愛果 / 編曲：葉山たけし
2. 明日のために (album ver.)
  - 作詞：上木彩矢 / 作曲：大野愛果 / 編曲：葉山たけし

6thシングルのアルバムバージョン。
3. YOU & ME
  - 作詞：上木彩矢 / 作曲：大野愛果 / 編曲：葉山たけし
4. Tears
  - 作詞：上木彩矢 / 作曲：長戸大幸 / 編曲：葉山たけし

上木の共同プロデューサー長戸大幸による作曲。長戸にとっては久々の楽曲提供となった。
5. ココロが..もう少し
  - 作詞：上木彩矢 / 作曲：大野愛果 / 編曲：葉山たけし
6. 夢の中にまで
  - 作詞：上木彩矢 / 作曲：大野愛果 / 編曲：葉山たけし
7. 眠っていた気持ち 眠っていたココロ (album ver.)
  - 作詞：上木彩矢 / 作曲：大野愛果 / 編曲：葉山たけし

4thシングルのアルバムバージョン。
8. もう帰らない
  - 作詞：上木彩矢 / 作曲：川本宗孝 / 編曲：葉山たけし
9. Forever More
  - 作詞：上木彩矢 / 作曲：川本宗孝 / 編曲：葉山たけし
10. youthful diary (album ver.)
  - 作詞：上木彩矢 / 作曲：平賀貴大 / 編曲：Hiya & Katsuma 　　

5thシングル「ミセカケの I Love you」のカップリング曲のアルバムバージョン。
11. ミセカケの I Love you (album ver.)
  - 作詞：上木彩矢 / 作曲：大野愛果 / 編曲：葉山たけし

5thシングルのアルバムバージョン。
12. 叶わないなら 〜winter lovers〜
  - 作詞：上木彩矢 / 作曲：川本宗孝 / 編曲：葉山たけし
13. 星の降る夜には
  - 作詞：上木彩矢 / 作曲・編曲：Hiya & Katsuma

チバテレビ制作UHF31局ネット『MU-GEN』2007年10月度エンディングテーマ
14. A constellation 〜 2007
  - 作詞：上木彩矢 / 作曲：岡本仁志 / 編曲：池田大介

インディーズミニアルバム『CONSTELLATION』収録曲のリテイク。
テレビ東京系『PVTV』エンディングテーマ。

### DVD（初回盤のみ）
1. 明日のために (only the sea of summer)
2. Diary offshot
3. ミセカケのI Love you...story

## レコーディング参加
- 葉山たけし
  - ギター、キーボード (#1-9.11.12)
  - ベース (#1.2.4.5.7.9.11)
  - コーラス (#9)
- 冷水志至：ギター (#10.13)
- 渡辺直樹 - ベース (#3.6.8.12)
- 寺尾広 - ディレクター、コーラス (#2.10.11.13)
- 大田紳一郎（doa） - コーラス (#1.2.3.4.7.9.10.11)
- 大野愛果 - コーラス (#1.3.5.6)
- 岡崎雪 - コーラス (#1)
- 岡本祐佳 - コーラス (#1)
- 荒神直規（Naifu） - コーラス (#1.2.3.4.9)
- 渡部良 - コーラス (#2)
- 高島信二：コーラス (#2.13)
- Keiki Morita：コーラス (#13)
- 大楠雄蔵（OOM・Sensation） - ピアノ、オルガン (#14)
- 中西康晴 - ピアノ、オルガン (#8.12)
- ハマサキユウジ：追加シンセサイザー (#10)
- 谷口亜実 & Lime Ladies Orchestra：ストリングス (#14)